# Malacanthura truncata
Malacanthura truncata är en kräftdjursart som först beskrevs av Hansen 1916.  Malacanthura truncata ingår i släktet Malacanthura och familjen Anthuridae. Inga underarter finns listade i Catalogue of Life.